# ليونورا
ليونورا (بالدنماركية: Leonora Colmor Jepsen)‏ هي مغنية دنماركية، ولدت في 3 أكتوبر 1998 في هليرب ‏ في الدنمارك.

## وصلات خارجية
- ليونورا على موقع الاتحاد الدولي للتزلج (الإنجليزية)
- ليونورا على موقع الاتحاد الدولي للتزلج (الإنجليزية)
- ليونورا على موقع ميوزك برينز (الإنجليزية)
- ليونورا على موقع ديسكوغز (الإنجليزية)